# Guangxi Finance Plaza
El Guangxi Finance Plaza es un rascacielos situado en Nanning, al sur China, cerca de la frontera con Vietnam. Con 321 m de altura y 68 plantas es el 3er rascacielos más alto de la ciudad y el 57.º rascacielos más alto de China. El Guangxi Finance Plaza forma parte del gran boom de construcción de rascacielos en Nanning, del cual también forman parte el Nanning China Resources Tower (403 m), el cual es el rascacielos más alto de Nanning; el Nanning Logan Century (3831m); o el Skyfame Center Landmark Tower (346 m).